# Léonore Perrus
Léonore Perrus est une sabreuse française née le 22 avril 1984 à Paris. Elle est droitière et s'entraîne au Lagardère Paris Racing. Elle est la compagne de Brice Guyart et la fille de Martine Jandrot-Perrus.
En 2004, Léonore Perrus termine 6e lors de l'épreuve individuelle de sabre des Jeux olympiques d'Athènes. Elle devient championne d'Europe par équipes en 2005, puis en 2007, et championne du monde par équipes en 2006 et en 2007.
En 2008, à Pékin, pour ses seconds Jeux olympiques, elle termine 19e de l'épreuve individuelle et 4e de l'épreuve par équipes.
En 2012, à Londres, elle est éliminée en seizièmes de finale de l'épreuve individuelle des Jeux olympiques.
En 2014, elle intègre un poste de chargée de projet à la Fondation du Football, un organe indépendant de la FFF.

## Palmarès
- Championnats du monde d'escrime
  -  Médaille d'or de sabre par équipes en 2006 à Turin.
  -  Médaille d'or de sabre par équipes en 2007 à Saint-Pétersbourg.
  -  Médaille d'argent de sabre par équipes en 2009 à Antalya
  -  Médaille de bronze de sabre par équipes en 2004 à New York.
  -  Médaille de bronze de sabre par équipes en 2010 à Paris.

- Championnats d'Europe d'escrime
  -  Médaille d'or par équipes en 2005
  -  Médaille d'or par équipes en 2007
  -  Médaille d'argent par équipes en 2003
  -  Médaille de bronze par équipes en 2006